# The Greatest (álbum)
The Greatest es el séptimo álbum de estudio de la cantante indie estadounidense Cat Power, nombre artístico del proyecto musical de Chan Marshall.

## Listado de canciones
1. "The Greatest" – 3:22
2. "Living Proof" – 3:11
3. "Lived in Bars" – 3:44
4. "Could We" – 2:21
5. "Empty Shell" – 3:04
6. "Willie" – 5:57
7. "Where Is My Love" – 2:53
8. "The Moon" – 3:45
9. "Islands" – 1:44
10. "After It All" – 3:31
11. "Hate" – 3:38
12. "Love & Communication" – 4:34
13. "Up and Gone" (bonus track en la edición limitada) – 2:15

Todas las canciones están compuestas por Cat Power.

## Músicos
- Chan Marshall – voces, piano, guitarra
- Mabon "Teenie" Hodges – guitarra excepto en "Hate"
- Leroy Hodges – bajo en #1, #3, #8, #12
- David Smith – bajo en #2, #4, #5, #6, #9, #10
- Steve Potts – batería
- Doug Easley – guitarra, pedal steel
- Rich Steff – teclados, clavitono, piano, órgano Hammond
- Jim Spake – saxofón
- Scott Thompson – trompeta
- Roy Brewer – violín
- Johnathan Kirkscey – violonchelo
- Beth Luscone – viola

## Enlaces
- Página oficial

- Datos: Q1080203